# Веретт
Веретт (фр. Verrettes, гаїт. креол. Vèrèt) — місто в Гаїті.

## Географія
Місто Веретт розташовано в центральній частині Гаїті, на території департаменту Артибоніт. Розташовано на стратегічному шосе 109, за 58 кілометрів на північ від столиці країни, міста Порт-о-Пренс.

### Клімат
Місто знаходиться у зоні, котра характеризується кліматом тропічних саван. Найтепліший місяць — серпень із середньою температурою 26.8 °C (80.2 °F). Найхолодніший місяць — січень, із середньою температурою 23.2 °С (73.8 °F).
| Клімат Веретта          | Клімат Веретта | Клімат Веретта | Клімат Веретта | Клімат Веретта | Клімат Веретта | Клімат Веретта | Клімат Веретта | Клімат Веретта | Клімат Веретта | Клімат Веретта | Клімат Веретта | Клімат Веретта | Клімат Веретта |
| Показник                | Січ.           | Лют.           | Бер.           | Квіт.          | Трав.          | Черв.          | Лип.           | Серп.          | Вер.           | Жовт.          | Лист.          | Груд.          | Рік            |
| Середня температура, °C | 23,2           | 23,5           | 24,2           | 24,9           | 25,7           | 26,5           | 26,7           | 26,8           | 26,6           | 26,2           | 25             | 23,8           | 25,3           |
| Норма опадів, мм        | 5.6            | 15.9           | 28.5           | 76.1           | 189.2          | 193.2          | 163.2          | 181.1          | 184            | 144.1          | 34.1           | 4.5            | 1219.5         |
| Днів з опадами          | 10,1           | 8,1            | 8,3            | 8,6            | 11,6           | 11,2           | 13,5           | 13,6           | 14,5           | 15,8           | 11,9           | 10,8           | 138            |
| Вологість повітря, %    | 70.4           | 69.7           | 69.2           | 71.1           | 75.4           | 73.1           | 68.4           | 71.5           | 74.6           | 76.1           | 75.1           | 71.7           | 72.2           |
| ----------------------- | -------------- | -------------- | -------------- | -------------- | -------------- | -------------- | -------------- | -------------- | -------------- | -------------- | -------------- | -------------- | -------------- |
| Джерело: Weatherbase    |                |                |                |                |                |                |                |                |                |                |                |                |                |

## Населення
Веретт є містом з населенням, чисельність якого досить швидко зростає. Так, станом на 1 січня 1997 року в місті проживали 31 413 осіб, натомість до 2003 кількість жителів Веретта зросла до 90 226 осіб. В місті працює професійний коледж Сен-Робер, що фінансується за рахунок коштів, що надходять зі Швейцарії.
В Веретті народився президент Гаїті Дюмарсе Естіме (1900–1953).

## Релігія
У Веретті розміщується один з найбільших католицьких соборів Гаїті — «l'Eglise de la Nativité». Найбільшу кількість парафіян серед жителів мають римо-католицька та різні протестантські церкви. Є також невелика група послідовників культу вуду.